# رومان بوتينكو
رومان بوتينكو (بالأوكرانية: Роман Анатолійович Бутенко)‏ هو لاعب كرة قدم أوكراني في مركز الوسط، ولد في 30 مارس 1980 في دونيتسك في أوكرانيا، وتوفي في 30 نوفمبر 2012 بسبب حادث مرور. لعب مع نادي ميتاليست خاركيف.

## وصلات خارجية
- رومان بوتينكو على موقع اتحاد أوكرانيا (الإنجليزية)
- رومان بوتينكو على موقع قاعدة بيانات كرة القدم.إي يو (الإنجليزية)
- رومان بوتينكو على موقع Soccerway.com (الإنجليزية)